# Jevigné
Jevigné (en wallon : Dj'vigné) est un village de la commune de Lierneux au sud de la province de Liège en Région wallonne (Belgique).
Avant la fusion des communes, le village faisait déjà partie de la commune de Lierneux.

## Situation
Cette petite localité ardennaise est située sur le versant ouest de la vallée du ruisseau de Groumont. Elle est traversée par la route nationale 822 Manhay-Lierneux-Vielsalm et se trouve à 2,5 kilomètres au nord-ouest du centre de Lierneux. Elle se situe entre les hameaux de Lansival, implanté au bord du ruisseau de Groumont et Baneux, bâti plus en altitude.

## Description
Jevigné est un village de caractère constitué principalement d'anciennes fermes et fermettes construites en pierres de schiste coiffées de toitures en pentes douces caractéristiques de l'Ardenne et souvent recouvertes d'ardoises appelées localement herbins.
L'église Saint Monon, de style néo-gothique a été construite en moellons de grès. Son portail en arc brisé est surmonté d'une croix stylisée en pierre de taille et d'une rosace à six lobes.

## Activités
Jevigné possède une école communale.
La région de Jevigné est le cadre d'un tourisme rural actif avec la présence de plusieurs gîtes et chambres d'hôtes.
La fête du village se déroule chaque année aux alentours du 15 août.